# جاکوپو دا ریوا
جاکوپو دا ریوا (انگلیسی: Jacopo Da Riva؛ زادهٔ ۲۷ اکتبر ۲۰۰۰) بازیکن فوتبال است. وی در تیم باشگاه فوتبال آتالانتا مشغول به بازی می باشد.